# 基茲利亞爾灣
基茲利亞爾灣是俄羅斯的湖湾，位於達吉斯坦共和國的裡海西面，長40公里、寬20公里，最大水深4米，有鵜鶘、火烈鳥、紫水雞、大鴇、水游蛇、草原蝰等野生動物出沒。
44°34′30″N 46°59′58″E / 44.57500°N 46.99944°E